# 苏军中央集群
苏军中央集群（英語：Central Group of Forces，CGF）是苏联武装力量在捷克斯洛伐克、奥地利和匈牙利的驻军的总称，存在于1945-1955年及1968-1991年。中央集群的指挥部位于捷克斯洛伐克的米洛维采。

## 历史
中央集群在历史上存在过两次，第1个中央集群组建于1945年6月，控制苏军在奥地利、匈牙利和捷克斯洛伐克的驻军。这一集群在1955年奥地利宣布永久中立、苏联军队撤出奥地利和匈牙利后解散。
1968年8月华约组织入侵捷克斯洛伐克之后苏军中央集群再一次组建，由参与了“多瑙河”行动但在华约组织达成目标后没有撤出的5个师（主要来自喀尔巴阡军区的第38集团军下属单位）构成。这次的中央集群全部部署在捷克斯洛伐克境内。虽然苏军从名义上是“暂时”驻守在捷克斯洛伐克，但事实上他们一直驻扎到冷战结束前的1991年，其间定期组织代号“友谊”（Druschba）的华约组织武装力量联合演习，从而确保对捷克斯洛伐克国内政治动向的监控。在苏联和捷克斯洛伐克签订协定之后，苏军中央集群的指挥部于1991年6月27日最后撤出，中央集群随即解散。

## 构成
北约方面一直坚信在捷克斯洛伐克的中央集群包括2个诸兵种合成集团军，并且一直苦于找不到这两个集团军的番号，只得以其部署地域将其命名为“波莱斯拉夫集团军”和“奥洛穆茨集团军”。然而事实证明苏军中央集群不存在集团军番号，其编制是1个军和3个独立师，其中的苏军第28军指挥部由没有撤出捷克的苏军原第38集团军指挥部构建而成，下辖1个摩步师和1个坦克师，其余直属单位很少。
在战时，苏军中央集群将组建一个方面军，很可能会吸收捷克斯洛伐克人民军以及苏联基辅军区和喀尔巴阡军区的单位。他们的主要目标方向是支援苏军驻德集群进攻西德南部，同时很可能入侵奥地利，因而预计目标将是驻守在西德南部的西德第二军、美国第七军和奥地利国防军。中央集群也或许也会支援南方集群在意大利方向的行动。

## 战斗序列
截止到1988年，苏军中央集群的战斗序列为：
- 中央集群指挥部 - 米洛维采，捷克斯洛伐克
- 第28军指挥部 - 奥洛穆茨
  - 第31坦克师 - 布伦塔尔
  - 第30近卫摩托化步兵师 - 兹沃伦
- 第15近卫坦克师 - 米洛维采
- 第18近卫摩托化步兵师 - 姆拉达·波莱斯拉夫
- 第48摩托化步兵师 - 上米托
- 第155独立直升机团 - 米蒙·城堡区
- 第238独立直升机团 - 斯利亚奇
- 第490独立直升机团 - 奥洛穆茨-内列丁
- 第199独立直升机中队 - 米蒙·城堡区
- 第211近卫炮兵旅 - 耶塞尼克
- 第185地地导弹旅 - 图尔诺夫：SS-1C
- *第441地地导弹旅 - 米蒙-赫维日多夫：SS-21（来自近摩30师、近摩18师、坦31师的战术地地导弹营）
- 第563独立舟桥营
- 第1257独立舟桥营 - 奥洛穆茨
- 第5地空导弹旅 - 库里沃迪